# Bulnesia bonariensis
Bulnesia bonariensis es un árbol de pequeño porte del Gran Chaco que se da en Sudamérica, particularmente en Argentina y Paraguay. 

## Descripción
Es un arbusto o arbolito perennifolio que se encuentra a una altitud de hasta 500 metros en  Argentina y Paraguay.

## Taxonomía
Bulnesia bonariensis fue descrita por August Heinrich Rudolf Grisebach  y publicado en Abhandlungen der Königlichen Gesellschaft der Wissenschaften zu Göttingen 19: 105–106. 1874.